# Love You Lately
"Love You Lately" là ca khúc đầu tiên trong đợt phát hành lại của album mang tên mình của Daniel Powter, Daniel Powter.

## Video âm nhạc
Video âm nhạc cho "Love You Lately" có mặt trên website của Powter. Nhân vật chính là một cô gái (đóng bởi Rachael Leigh Cook), từ làng quê chuyển lên thành phố, tìm việc làm và cải thiện cuộc sống của mình. Cô để lại sau lưng người bạn trai của mình, người cô không thể nào quên được.

## Xếp hạng
| Bảng xếp hạng (2007)              | Vị trí cao nhất |
| --------------------------------- | --------------- |
| Canadian Hot 100                  | 45              |
| Canadian Singles Chart            | 5               |
| U.S. Billboard Adult Contemporary | 39              |